# Hrabstwo Vigo
Hrabstwo Vigo (ang. Vigo County) – hrabstwo w stanie Indiana w Stanach Zjednoczonych. Obszar całkowity hrabstwa obejmuje powierzchnię 410,45 mil2 (1 063,07 km²). Według danych z 2010 r. hrabstwo miało 107 848 mieszkańców. Hrabstwo powstało 1 lutego 1818 roku i nosi imię Francisa Vigo, który wspomagał siły amerykańskie podczas wojny o niepodległość Stanów Zjednoczonych, a także wspomógł ufundowanie publicznego uniwersytetu w Vincennes.

## Sąsiednie hrabstwa
- Hrabstwo Vermillion (północ)
- Hrabstwo Parke (północny wschód)
- Hrabstwo Clay (wschód)
- Hrabstwo Sullivan (południe)
- Hrabstwo Clark (Illinois) (południowy zachód)
- Hrabstwo Hrabstwo Edgar (Illinois) (północny zachód)

## Miasta
- Riley
- Seelyville
- Terre Haute
- West Terre Haute

## CDP
- Fontanet
- New Goshen
- North Terre Haute
- Shepardsville
- St. Mary of the Woods
- Tecumseh
- Toad Hop